# Paul Fort
Paul Fort (1 de fevereiro de 1872, Reims - 20 de abril de 1960, Montlhéry, Essonne) foi um poeta e dramaturgo francês, autor de poemas líricos, simples ou próximos do Simbolismo. Amigo de poetas como Mallarmé e Paul Verlaine, posteriormente se transformou em importante porta-voz do Futurismo.

## Trabalhos
Poesia
- Les Ballades françaises, environ 40 volumes, 1896-1958

Teatro
- La Petite Bête, comédia em um ato, Paris, Théâtre d'Art, 5 de outubro de 1890
- Louis XI, curieux homme, crônica da França em 6 atos, 1921
- Ysabeau, crônica da França em 5 atos, Paris, Théâtre de l'Odéon, 16 ouytubro 1924
- Le Camp du Drap d'or, crônica da França em 5 atos, 1926
- L'Or, crônica da França em 3 atos, Ruggieri, crônica da França em 1 ato, Paris, Théâtre de l'Odéon, maio 1927
- Guillaume le Bâtard, ou la Conquête de l'Angleterre, crônica da França em 5 atos, 1928
- L'Assaut de Paris, crônica da França em 4 atos, 1933
- Coups du heurtoir, mistério natalino em 3 cenas, 1943

Varia
- Histoire de la poésie française depuis 1850, com Louis Mandin, 1926
- Mes Mémoires, toute la vie d'un poète, 1872-1943, 1944